# Stade CCM Kirumba
Le stade CCM Kirumba est un stade polyvalent situé à Mwanza, en Tanzanie. Il a une capacité de 35 000 places et est le deuxième plus grand stade du pays après le stade national de Dar es Salam.
L'équipe de Tanzanie a joué de nombreux matchs amicaux dans ce stade, elle a joué un match amical dans le stade contre le Malawi le 29 mars 2015. Le match s'est soldé par un match nul 1-1. Il a accueilli les équipes de football de Mwanza qui évoluent en Premier League tanzanienne.